# 松山市立拓南中学校
松山市立拓南中学校（まつやましりつ たくなんちゅうがっこう）は、愛媛県松山市にある公立中学校。

## 沿革
- 1947年 - 設立。
- 1967年 - NHK全国コンクール合奏の部1位。
- 1972年 - サッカー全国大会出場。
- 1984年 - 松山市立桑原中学校が分離独立。

## 校区
- 松山市

枝松1〜6丁目、祇園町、小坂1〜5丁目、拓川町、立花1〜6丁目、中村1〜5丁目、日の出町

## 著名な出身者
- 本田朋子 - フリーアナウンサー（元フジテレビアナウンサー）

## 小学校
- 松山市立素鵞小学校
- 松山市立福音小学校